# Via Flaminia
Via Flaminia (din latină Calea Flaminiană) a fost un drum Roman care lega Roma de Ariminum prin Munții Apenini. Dat fiind inaccesibilitatea Apeninilor, era principala rută care conecta Latium de Marea Adriatică.